# 李緞
李缎（1909年2月9日—1995年7月30日），女，字志坚，台湾台北市人。中华民国政治人物。

## 生平
李缎自日本早稻田大学肄业。曾任台湾省妇女协会理事长。1947年至1948年，任台湾省参议员。1948年起，担任监察委员。1947年加入中国民主社会党，1963年5月，民社党内矛盾双方再度达成协议，推举新人向构父、郭虞裳、孙亚夫、蒋匀田、王世宪、李缎为党的召集人，主持党务工作。1969年担任民社党主席团主席，1979年12月1日，中国民主社会党第三次代表大会选出7人主席团：王世宪、李缎、杨毓滋、刘中一、陈大器、刘政原、罗永扬。1990年代初，该党主席团主席为王世宪、杨毓滋、李缎。